# Fórum Demokrátiku Nasionál
Das Fórum Demokrátiku Nasionál FDN ist ein Bündnis politisch sehr unterschiedlicher, osttimoresischer Parteien, die bei den Parlamentswahlen 2017 an der Vier-Prozent-Hürde scheiterten. Sprecher des Bündnisses ist Hermenegildo Kupa Lopes, Parteichef der PMD und Vize-Vorsitzender des BUP.
Das 2017 gegründete Bündnis bestand ursprünglich aus acht Parteien und einem Dreierbündnis. Im Dezember 2017 schieden fünf Parteien aus und gründeten am 11. Dezember die Frenti Dezenvolvimentu Demokratiku (FDD), während andere sich dem FDN anschlossen, so dass im Januar 2018 sechs Parteien und das Dreierbündnis dem FDN angehören. Die letzten Mitglieder der FDN hatten bei der Wahl 2017 insgesamt 25.214 Stimmen, was einen Stimmenanteil von 3,6 % entspricht.
Im März 2018 zerfiel das Bündnis endgültig. PSD, PST und PDC schlossen sich mit der Centro Acção Social Democrata Timorense CASDT zur Movimento Social Democrata MSD zusammen. APMT, MLPM, PLPA bilden mit der União Nacional Democrática de Resistência Timorense UNDERTIM die Movimentu Dezenvolvimentu Nasional MDN. Die verbliebenen PDRT, PMD und PDP reichten keine Anmeldung bei der Comissão Nacional de Eleições ein und warben nun für die Wahl der Aliança para Mudança e Progresso AMP.
| Mitgliedsparteien |                          |                                     |                  |                    |
| Partei | politische Ausrichtung   | Mitgliedschaft                      | Stimmenzahl 2017 | Stimmenanteil 2017 |
| Parteienbündnis Bloku Unidade Popular BUP (bestehend aus Partido Democrática Republica de Timor PDRT, Partido Milénio Democrático PMD und Partidu Liberta Povu Aileba PLPA) |                          | Gründungsmitglied PLPA 2018 zur MDN | 4.999            | 0,9 %              |
| Partido do Desenvolvimento Popular PDP |                          | 2017 beigetreten                    | 2.079            | 0,4 %              |
| Partido Social Democrata PSD | konservativ              | Gründungsmitglied 2018 zur MSD      | 4.688            | 0,8 %              |
| Partido Socialista de Timor PST | marxistisch-leninistisch | Gründungsmitglied 2018 zur MSD      | 4,891            | 0,9 %              |
| Partido Democrata Cristão PDC | christlich-konservativ   | Gründungsmitglied 2018 zur MSD      | 1.764            | 0,3 %              |
| Movimentu Libertasaun ba Povu Maubere MLPM |                          | 2017 beigetreten 2018 zur MDN       | 1.332            | 0,2 %              |
| Associação Popular Monarquia Timorense APMT | monarchistisch           | 2017 beigetreten 2018 zur MDN       | 5.461            | 0,1 %              |
| Partidu Unidade Dezenvolvimentu Demokratiku PUDD |                          | Gründungsmitglied, 2017 zur FDD     | 15.887           | 2,8 %              |
| União Democrática Timorense UDT | konservativ              | Gründungsmitglied, 2017 zur FDD     | 11.255           | 2,0 %              |
| Frenti-Mudança FM | sozialdemokratisch       | Gründungsmitglied, 2017 zur FDD     | 8.849            | 1,6 %              |
| Partidu Republikanu PR |                          | Gründungsmitglied, 2017 zur FDD     | 3.951            | 0,7 %              |
| Partido do Desenvolvimento Nacional PDN |                          | Gründungsmitglied, 2017 zur FDD     | 3.846            | 0,7 %              |